# ماركو أنطونيو أوردينيس فرنانديز
ماركو أنطونيو أوردينيس فرنانديز (من مواليد 29 أكتوبر 1964) هو مواطن من تشيلي ورجل دين سابق للكنيسة الكاثوليكية. كان أسقفًا لإيكويكي من عام 2006 إلى عام 2012. عندما تم تعيينه في سن 42 عامًا، كان أصغر أسقف في تاريخ تشيلي. وأجبرته اتهامات بالاعتداء الجنسي على قاصرين على الاستقالة في عام 2012. وانتهت الإجراءات المدنية عندما لم يتمكن المدعون العامون من إقامة دعوى ضده، لكن إجراءات الكنيسة انتهت بإبعاده عن الدولة الدينية في عام 2018.

## سيرته
ولد اردينيس في إكيكي في 29 أكتوبر 1964. بعد حصوله على درجة في التوليد ورعاية الأطفال من جامعة تاراباكا، التحق بالمعهد البابوي الرئيسي في سانتياغو دي تشيلي، حيث أكمل دراساته الفلسفية واللاهوتية، وحصل على درجة البكالوريوس في اللاهوت.
في 14 ديسمبر 1996 تمت رسامته كاهنًا لأبرشية إيكويكي. كان هناك رئيسًا لضريح مريم العذراء في "تيرانا"، ومديرًا لمدرسة التكوين العلمانية، وأمينًا أبرشيًا للتنسيق الرعوي. بعد أن تم نقل أسقف إكيكي خوان باروس مدريد إلى القيادة العسكرية في تشيلي، أصبح أوردينيس مدير الأبرشية في 17 نوفمبر.
في 23 أكتوبر 2006، عينه البابا بنديكتوس السادس عشر أسقفًا لإيكويكي. عندما أصبح أسقفًا في سن 42 عامًا، كان أصغر أسقف يتم تعيينه على الإطلاق في تشيلي.
حصل على تكريسه الأسقفي في 18 نوفمبر من فرانسيسكو خافيير إيرازوريز أوسا. أثناء عمله أسقفًا، دعم إعادة بناء الكنائس والمباني الرعوية التي دمرها الزلزال الذي ضرب منطقة تاراباكا في يونيو 2005.
في 2 أكتوبر/تشرين الأول 2012، اتهم رودريجو بينو علناً أوردنيس بالاعتداء عليه جنسياً مراراً وتكراراً عندما كان في الخامسة عشرة من عمره وكان مريداً في كاتدرائية إكيكي. طلب بينو فقط إزالة أوردينيس من الكهنوت. بحلول ذلك الوقت، كان السفير البابوي في تشيلي، رئيس الأساقفة إيفو سكابولو، قد أجرى تحقيقًا كنسيًا لمدة أربعة أشهر وأرسل نتائجه إلى الفاتيكان.
في 3 أكتوبر، طلب سكابولو من أوردينيس الاستقالة وتجنب الدعاية أثناء مراجعة قضيته. وبدلاً من ذلك، أجرى أوردنيس مقابلة صحفية ظهرت بعد ثلاثة أيام. قال إنه مهما كان ما فعله مع بينو فهو لم يفعل شيئًا "ليس مع قاصر". في 8 أكتوبر 2012، قدم أوردينيس استقالته من منصبه كأسقف لإيكويكي مشيرًا إلى مشاكل صحية، وقبلها البابا بنديكتوس السادس عشر في اليوم التالي. لم يظهر أوردينيس علنًا في إكيكي في 14 نوفمبر 2013 عندما ترأس جنازة والدته في ضريح لا تيرانا. اعتبارًا من عام 2018، ورد أنه يعيش "حياة التوبة والصلاة" في بيرو.
في 26 يناير 2018، رفض المدعون المدنيون قضيتهم ضد أوردينيس بعد أن قرروا أنهم لا يستطيعون التحقق من التهم الموجهة إليه. لم يمتثل أوردينز مطلقًا لاستدعاء يتطلب منه الخضوع للاستجواب.
في 11 أكتوبر/تشرين الأول 2018، أعلن البابا فرانسيس أن أوردينيس "نتيجة لإساءة معاملته للقاصرين بشكل واضح". لم يعد كاهنًا ولا يمكنه استئناف هذا القرار.